# サルスティアーノ・サンチェス
サルスティアーノ・サンチェス（サルスチアーノ・サンチェスとも、Salustiano Sanchez、1901年6月8日 - 2013年9月13日）は、スペイン系アメリカ人の長寿の男性。世界最高齢の男性であった。
スペイン・カスティーリャ・レオン州サラマンカ県生まれで、17歳の頃にキューバに渡り、1920年以降はアメリカ・ニューヨーク州在住であった。1934年に結婚した。1940年に第一子ジョン、1944年に第二子アイリーンを授かった。死去時点で子供が2人、孫が7人、曾孫が15人、さらに玄孫が5人いた。自身の長寿の秘訣として、バナナをあげている。

## 長寿記録
- 2013年5月23日 - 当時113歳90日だったジェームズ・シスネットの死去に伴い、111歳349日で世界で2番目に高齢の男性となる。
- 同年6月12日 - 木村次郎右衛門が116歳で死去し、112歳と4日で存命中の世界最高齢の男性となる。
- 同年7月5日 - ジェームズ・マッコーブレーの死去に伴い、検証された1901年生まれの最後の男性となった。
- 同年7月25日 - ジェロントロジー・リサーチ・グループにより存命中の世界最高齢の男性と認定される。
- 同年9月13日 - 老衰のため、ニューヨーク州の高齢者施設で死去[1]。112歳97日であった。これにより、イタリアのアルトゥロー・リカタ（1902年5月2日生まれ）が男性の世界最高齢に認定された。